# LearningApps
LearningApps — безкоштовне веб-авторське програмне забезпечення та платформа для підтримки освітнього процесу й організації викладання у закладах освіти за допомогою невеликих інтерактивних мультимедійних навчальних модулів, так званих мультимедійних програм.
Доступні формати організації інтерактивних веб-завдань включають такі варіанти: множинний вибір, вправи на відповідність (знайти пару, класифікація, числова пряма тощо) або закриті тести (заповнити пропуски, вільна текстова відповідь тощо). Існуючі навчальні модулі можуть бути як створені вперше самими користувачами так змінені на основі вже існуючих на платформі. Навчальними модулями можна поділитися з учнями через веб-посилання чи QR-код або вставити безпосередньо в навчальну платформу, вікі або блог за допомогою HTML-коду.

## Шаблони для навчальних модулів

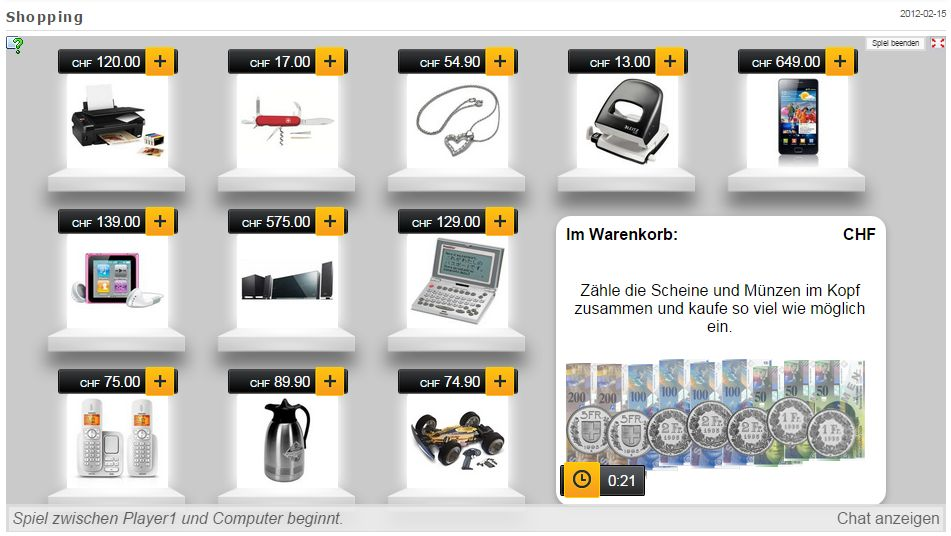
Багатокористувацька гра віртуальний шопінг

Інструмент для розробки тепер пропонує понад двадцять шаблонів для навчальних мультимедійних модулів, низку інструментів для спільної роботи та структуру для розробників різноманітних навчальних та розвиваючих ігор. Типи завдань шаблонів можна розділити на шість груп:
- Завдання на вибір (просте впорядкування; фрагменти зображень; вікторина з однією правильною відповіддю; вправи «Перший мільйон», «Вгадай слово»; множинний вибір, заповнити пропуски, позначити в тексті).
- Завдання на встановлення відповідності (знайди пару: на малюнках, на карті, серед термінів та їх визначень; класифікація; таблиця відповідностей; вправа «Пазл» тощо).
- Завдання на послідовність (числова пряма; вправа «Порахувати»; послідовність або порядок).
- Письмові завдання (вільна текстова відповідь; заповнити пропуски; кросворд; вправи «Знайти слова», «Шибениця»; вікторина з друкуванням тощо).
- Завдання для кількох гравців (вікторина для кількох гравців; вправи «Де це?», «Скачки»; гра «Парочки»).
- Інструменти (Матриця додатків, аудіо/відео з накладенням, чат, спільний запис, календар, розумова карта, блокнот, спільна дошка).

За допомогою інструменту розробки завдання можна гейміфікувати та створювати як онлайн-ігри для кількох осіб.

## Приклад мультимедійного навчального модуля
Інструмент створення дозволяє використовувати та змішувати різні мультимедійні формати. Наприклад, на уроках іноземної мови можливі вправи на розуміння. Зокрема, учні мають призначити короткі радіо- та телевізійні сюжети про профілі вакансій для хмар тегів, які описують ці варіанти в ключових словах. Складність полягає в тому, щоб спочатку прослухати послідовність розмов, візуалізувати вміст розмов, а потім визначити хмари тегів, які відповідають вмісту. На відміну від завдань на встановлення відповідності за допомогою малюнків і текстів, цей формат завдань висуває вищі когнітивні вимоги до учнів чи студентів.

## Історія
LearningApps було створено між 2009 та 2012 роками в рамках науково-дослідного проєкту в Бернському університеті освіти (Міхаель Гілшер, Вернер Гартман), у співпраці з Університетом Йоганна Гутенберга Майнца (Франц Ротлауф) й Університетом Циттау/Гьорліц (Крістіан Вагенкнехт). Ідея проєкту та технічна реалізація відбулася на платформі ProgrammingWiki (Christian Wagenknecht, Michael Hielscher) та прототипів інструментів Questix і Matchix для створення відповідних середовищ навчання (Markus Sauter, Ruedi Arnold, Werner Hartmann). У 2014 році LearningApps було нагороджено премією «Pädi 2014» у категорії «Спеціальний приз» від асоціації Studio im Netz eV у Мюнхені (ФРН).
У 2015 році в Ольтені у Швейцарії була заснована некомерційна організація LearningApps — інтерактивні навчальні модулі. Її метою було оголошено забезпечення довгострокової некомерційної діяльності та подальшого розвитку однойменної освітньої платформи.